# Miss Amapá 2015
Miss Amapá 2015 foi a 49ª edição anual do concurso de beleza feminino de Miss Amapá, válido para a disputa de Miss Brasil 2015, único caminho para o Miss Universo. O evento deste ano contou novamente com a coordenação da empresária e ex-Miss Ennyelen Sales e foi realizado no dia 06 de Junho no Ceta Ecotel, localizado na capital com quinze (15) candidatas, representando diversos municípios do Estado. Na ocasião, sagrou-se campeã a representante da cidade de Calçoene, Daiane Uchôa, que foi coroada pela Miss Brasil 2014 Melissa Gurgel, visto que sua antecessora, Priscila Winny não estava presente no evento.

## Resultados

### Colocações
| Posição   | Município e Candidata              |
| Vencedora | - Calçoene - Daiane Uchôa          |
| 2º. Lugar | - Ferreira Gomes - Jéssica Colares |
| 3º. Lugar | - Porto Grande - Ana Cláudia       |
| 4º. Lugar | - Itaubal - Brena Wanzeler         |
| 5º. Lugar | - Pracuuba - Isabel Amanajás       |

### Prêmios Especiais
O concurso distribuiu os seguintes prêmios este ano: 
| Prêmio             | Candidata                            |
| Miss Simpatia      | - Amapá - Beatriz Alves              |
| Miss Fotogenia     | - Laranjal do Jari - Jéssica Pachêco |
| Miss Personalidade | - Tartarugalzinho - Renata Fonsêca   |

### Ordem do Anúncio

#### Top 05
1. Calçoene
2. Ferreira Gomes
3. Itaubal
4. Pracuúba
5. Porto Grande

## Candidatas
Disputaram o título este ano: 
| - Amapá - Beatriz Alves - Calçoene - Daiane Uchôa - Cutias do Araguari - Amanda Alves - Ferreira Gomes - Jéssica Colares - Itaubal - Brena Wanzeler | - Laranjal do Jari - Jéssica Pachêco - Macapá - Talita Tavares - Mazagão - Fabiana Balieiro - Oiapoque - Sebastiana Torres - Pedra Branca - Kelly Carvalho | - Porto Grande - Ana Cláudia - Pracuuba - Isabel Amanajás - Santana - Marina Gomes - Serra do Navio - Ryta Souza - Tartarugalzinho - Renata Fonsêca |

## Crossovers
Candidatas em outros concursos: 
| Miss Amapá - 2011: Calçoene - Daiane Uchôa (3º. Lugar) - (Representando o município de Macapá) - 2012: Porto Grande - Ana Cláudia (3º. Lugar) - (Representando o município de Ferreira Gomes) - 2013: Calçoene - Daiane Uchôa (Top 06) - (Representando o município de Tartarugalzinho) Miss Mundo Amapá - 2011: Itaubal - Brena Wanzeler (Top 06) - (Representando o município de Porto Grande) - 2014: Calçoene - Daiane Uchôa (Vencedora) - (Representando o município de Ferreira Gomes) | Miss Mundo Brasil - 2014: Calçoene - Daiane Uchôa - (Representando o Estado do Amapá) Miss Brasil Latina - 2014: Itaubal - Brena Wanzeler - (Representando o Estado do Amapá) Musa do Clubes de Mazagão - 2014: Mazagão - Fernanda Balieiro (Vencedora) - (Representando o São Tiago Futebol Clube) |